# Vandenberg Village
Vandenberg Village är en ort (CDP) i Santa Barbara County, i delstaten Kalifornien, USA. Enligt United States Census Bureau har orten en folkmängd på 6 497 invånare (2010) och en landarea på 13,6 km².